# هيئة البحوث الأسترالية
هيئة البحوث الأسترالية CSIRO
هيئة البحوث الأسترالية أكبر هيئة للبحوث في أستراليا. وهي هيئة دستورية أنشأتها الحكومة الاتحادية في أستراليا.

## المنظمة
تضم هيئة البحوث الأسترالية 7,300 موظف. ويعمل هؤلاء في أكثر من 100 مختبر ومحطة حقلية في طول أستراليا وعرضها. وثلثهم من العلماء. ويشرف على الهيئة مدير تنفيذي، وتتم الأبحاث في خمسة معاهد تحتوي على 41 قسماً، بالإضافة إلى وحدتيْن أصغر حجماً لهما اهتمامات ذات صلة.
وتقدم الحكومة الأسترالية أكثر من أربعة أخماس ميزانية الهيئة. أما الباقي فيأتي من صناديق الائتمان التي تهتم بالصناعات الأولية أو المرتبطة بها، بالإضافة إلى المتبرعين الآخرين. ويبلغ إجمالي ميزانية الهيئة 400 مليون دولار أسترالي.

## العمل
تهدف أبحاث هيئة البحوث الأسترالية إلى حل المشكلات التي تواجه الصناعة في أستراليا. لكنها تمتد إلى النواحي الأخرى التي تمس كل مواطن أسترالي بما في ذلك البيئة
و التغذية والطاقة والموارد المائية. وللهيئة نشاطات أخرى في مجالات تهم أستراليا بصفة خاصة مثل المحيطات حول القارة وعلم فلك قبة السماء الجنوبية.
وتأتي أبحاث الهيئة في طليعة الأبحاث التي تجري بهدف تطوير الصناعات ذات التقنية العالية. ولقد طورت الهيئة نوعا من الخزف الممتاز يجمع بين الصلابة التي لا مثيل لها والمقاومة العالية للتغير في درجات الحرارة. كما تبحث الهيئة في الصناعات المتفرعة عن التطورات في تقنية الفضاء.
وتقدم الهيئة الدعم للصناعات التقليدية الأولية والثانوية من خلال استعمال التقنية العالية. فمثلا تستعمل الهيئة التصوير بالأقمار الصناعية في مجال التنقيب عن المعادن. كما تستخدم الليزر في بعض التقنيات العالية الأخرى للحفاظ على المعايير القانونية والمواصفات المستعملة في التجارة
و الصناعة. وتطبق الهيئة التقنيات البيولوجية الجزيئية في إكثار النبات والحيوان. كما يبحث العلماء في استعمال مركب كيميائي لِجَزّ صوف الأغنام بطريقة بيولوجية، وطوروا برنامج إدارة يعمل بالحاسب الآلي يُخْبر المزارعين بموعد رش محصول القطن وريِّه. كما طورت الهيئة أساليب إحيائية من أجل القضاء على الأعشاب والحشرات الضارة.
وقد أدّى تلسكوب الهيئة الذي يعمل بالراديو ـ ومركزه في باركس في نيوساوث ويلز ـ دورا مهماً في مشروع غيوتو الذي أجرته وكالة الفضاء الأوروبية حول مذنب هالي عام 1986 م. كما بيّن علماء الهيئة تأثير الكحول المدمر على الجنين في الإنسان. ويتعاون هؤلاء العلماء مع هيئتين أخرييْن من أجل دراسة تركيب فيروس الإنفلونزا وتركيب العقاقير الممكنة في المستقبل لعلاجه. وأنتج الفيزيائيون سبيكة في إمكانها تخزين وقود الهيدروجين لاستعماله في محركات السيارات.

## نبذة تاريخية
أُنشئت هيئة البحوث الأسترالية بموجب قرار البحث العلمي والصناعي الذي صدر عام 1949 م. وتبعاً لهذا القانون حلت الهيئة محل مجلس البحوث العلمية والصناعية الذي كان قد أنشئ عام 1026م. وفي عام 1978 أعيد تنظيم الهيئة من خلال تعديلات أجريت على قانون عام 1949 م.

## روابط خارجية
- هيئة البحوث الأسترالية على موقع IMDb (الإنجليزية)
- هيئة البحوث الأسترالية على موقع الموسوعة البريطانية (الإنجليزية)